# Castell d'Aro, Platja d'Aro i s'Agaró
Castell d'Aro, Platja d'Aro i s'Agaró, també denominat la Vall d'Aro, (abans anomenat oficialment i a tort Castell-Platja d'Aro) és un municipi de Catalunya situat a la comarca del Baix Empordà, amb capital a Platja d'Aro.
El nom oficial prové de l'agrupació dels antics termes de Castell d'Aro i de Platja d'Aro (abans Fenals d'Aro) i del nucli de s'Agaró. S'estén per la part oriental de la vall d'Aro. Castell d'Aro, antigament s'anomenava Castell d'Àreu.
El 4 d'abril de 2023 el Butlletí Oficial de la Província de Girona publicava un Edicte anunciant que l'Ajuntament havia iniciat el procediment de canvi de nom oficial, per adaptar el topònim a la Llei de Política Lingüística. La forma proposada fou Castell d'Aro, Platja d'Aro i s'Agaró. El canvi fou aprovat i publicat al Diari Oficial de la Generalitat de Catalunya el 10 de novembre de 2023.

## Geografia
- Llista de topònims de Castell d'Aro, Platja d'Aro i s'Agaró, orografia: muntanyes, serres, collades, indrets..; hidrografia: rius, fonts...; edificis: cases, masies, esglésies, etc.

Castell d'Aro, Platja d'Aro i s'Agaró és un municipi català situat al nord-est dels Països Catalans, al sud del Baix Empordà i més concretament al cor de la Costa Brava. Forma part, juntament amb Santa Cristina d'Aro, de la subcomarca anomenada Vall d'Aro. Tres nuclis principals de població: Castell d'Aro, Platja d'Aro i s'Agaró, i diverses urbanitzacions formen el teixit urbà d'aquest municipi baix empordanès de 10.445 habitants.
El municipi està situat en una zona molt turística que la podem anomenar com a l'Empordà Meridional, que conforma tots els municipis de costa del Baix Empordà, i de fet, el municipi està envoltat d'altres municipis turístics veïns que també formen part d'aquesta zona com Palamós, Begur, Sant Feliu de Guíxols, Calella de Palafrugell, Sant Antoni de Calonge, Pals... i molts més muncipis.
El teixit urbà del municipi transcorre entre els contraforts del Massís de les Gavarres al nord i el Massís de l'Ardenya al sud. A llevant el municipi limita amb el mar Mediterrani, on desemboquen el riu Ridaura i les rieres de Can Carboner a la cala Rovira i de Fanals a la Platja Gran, prop del Cavall Bernat. Pel que fa als límits administratius, Castell d'Aro, Platja d'Aro i s'Agaró limita al nord amb Calonge, a ponent amb Santa Cristina d'Aro i a migdia amb Sant Feliu de Guíxols. La costa del municipi transcorre entre la cala Belladona al nord i la platja de s'Agaró al sud. De nord a sud ens trobem amb la cala Canyers, la cala del Pi, cala Sa Rovira, la Platja Gran, Riuet, ja al sud de la desembocadura del Ridaura, el Club Nàutic Port d'Aro, Punta Prima, la cala Sa Conca, cala Pedrosa, ja dins del recorregut del camí de ronda de s'Agaró, la Punta den Pau, i l'inici de la Platja de s'Agaró, anomenada de Sant Pol més al sud i ja dins del municipi de Sant Feliu de Guíxols.

### Clima
El clima dominant a la zona és el mediterrani, amb hiverns suaus, estiu relativament calorosos i primaveres i tardors temperades i sovint plujoses. Tot i això, les característiques canviants del clima mediterrani i les peculiaritats geogràfiques i urbanístiques del municipi han donat lloc a alguns episodis d'inundacions a causa d'abundants pluges sovint combinades amb temporals marítims, principalment de llevant.

## Història

### Prehistòria
El terme municipal de Castell d'Aro, Platja d'Aro i s'Agaró i els municipis veïns es troben en una important àrea de la cultura megalítica que, com és lògic, supera els límits administratius actuals. Si bé a l'interior dels límits municipals no hi ha cap dolmen conegut, sí que hi podem trobar menhirs, entre els quals destaquen: el menhir de Sa Pedra Aguda o Pedra de les Goges, el menhir del terme de Belliu, el menhir de Treumal i el menhir del Mas Ros. Com la majoria de menhirs de la zona daten d'entre el 3000 i el 2500 aC.

### Edat antiga
La vil·la romana anomenada vil·la romana de Pla de Palol és l'emplaçament més destacat que hi ha al municipi d'aquesta època. Aquesta vil·la romana, ubicada a l'entrada del Platja d'Aro en venir de Calonge, i just damunt de cala Rovira, ha estat excavada en diverses ocasions i s'hi han fet els arranjaments pertinents per poder-la visitar. També es poden trobar, en altres indrets del municipi, diverses restes romàniques i preromàniques.

### Edat mitjana
El Castell de Benedormiens, l'església de Santa Maria i tot el nucli medieval de Castell d'Aro, són el referent cultural d'aquesta època al municipi. La seva importància i el seu valor històric i cultural han estat reconeguts com a Bé Cultural d'Interès Nacional per la Generalitat de Catalunya des de l'any 1995. Entre altres esdeveniments, actes i exposicions, en aquest emplaçament se celebren el Pessebre Vivent de Castell d'Aro pels vols de Nadal i el Mercat Medieval de Castell d'Aro a les acaballes de l'estació estival.

### Edat moderna
El 1717 incorpora Vall d'Aro; el 1857 es desagrega de Santa Cristina d'Aro incorporant els antics municipis de Fenals d'Aro, Fenals d'Amunt i més modernament s'Agaró.

### Edat contemporània
El 1962 es va canviar el nom de Fanals d'Aro pel de Platja d'Aro, i l'ajuntament s'hi va traslladar. Aquest canvi va venir acompanyat d'una mica de polèmica toponímica ja que fins a aquell moment el concepte de Platja d'Aro corresponia més aviat a la platja de la Vall d'Aro.
El terme de Castell d'Aro, Platja d'Aro i s'Agaró es caracteritza pel sector turístic, especialment a la població de Platja d'Aro. El carnaval de Platja d'Aro, recuperat en 1978 i inspirat en els models centreeuropeus, és un referent a la Costa Brava gràcies amb les seves disfresses i una Gran Rua de Carrosses i Comparses.

## Govern Municipal
Aquests són els resultats de les eleccions al municipi que van donar un pacte municipal entre Junts i el PSC (10 Regidors en Total):
| Candidatura | Candidatura                                  | Cap de llista                  | Vots                           | Regidors | % vots |
| ----------- | -------------------------------------------- | ------------------------------ | ------------------------------ | -------- | ------ |
|             | Partit dels Socialistes de Catalunya         | Maurici Jiménez                | 1.030                          | 6        | 28,96% |
|             | Junts per Catalunya                          | Inmaculada Gelabert            | 665                            | 4        | 18,70% |
|             | Bloc Nacionalista Català                     | Joan Giraut                    | 387                            | 2        | 10,88% |
|             | SOM-HI Castell d'Aro, Platja d'Aro i S'Aragó | Adrià Tauler                   | 297                            | 1        | 8,35%  |
|             | Esquerra Republicana de Catalunya            | Montserrat Rovira              | 248                            | 1        | 6,97%  |
|             | Partit Autonòm                               | Aitor Tendero                  | 240                            | 1        | 6,74%  |
|             | En Comú Podem                                | Pedro Torres López             | 214                            | 1        | 6,01%  |
|             | VOX                                          | Sandra Moya                    | 199                            | 1        | 5,59%  |
|             | Partit Popular Català                        | Sebastián Mateo Herrero        | 129                            | 0        | 3,62%  |
|             | Ara-Pacte Local                              | Christian Prat Galceran        | 110                            | 0        | 3,09%  |
| Total       | Total                                        | 3.519 (48,03% de participació) | 3.519 (48,03% de participació) | 17       | 100%   |

A mitjans del segle xix Castell d'Aro i Santa Cristina d'Aro es van segregar com a municipis independents. Fins aquell moment formaven una mateixa batllia, la batllia de la Vall d'Aro. A continuació s'enumeren els alcaldes de Castell d'Aro, Platja d'Aro i s'Agaró (inicialment Castell d'Aro i Fanals d'Aro), des de mitjans del segle xix fins a l'actualitat.
- Pere Presas: 21-IV-1857 al 4-II-1859. (Batlle durant la segregació)
- Narcís Bas: 4-II-1859 a l'1-I-1861.
- Narcís Dausà: 1-I-1861 a l'1-I-1863.
- Joan Dalmau: 1-I-1863 a l'1-I-1865.
- Pere Ros: 1-I-1865 al 4-X-1868.
- Pere Roura: 4-X-1868 al 12-XI-1869.
- Llorenç Aurich: 12-XI-1869 al 13-I-1870.
- Anton Bussot: 13-I-1870 a l'1-I-1872.
- Isidre Sitjar: 1-I-1872 al 9-V-1874.:
- Pere Calvet: 9-V-1874 a l'1-III-1877.
- Pere Presas: 1-III-1877 al 30-VIII-1877. (Substituït per Llorenç Aurich fins a l'1-VII-1879).
- Llorenç Aurich i Ruscalleda: 1-IX-1879 a l'1-VII-1881.
- Joan Barceló i Ros: 1-VII-1881 a l'1-VII-1883.
- Narcís Font i Albertí: 1-VII-1883 a l'1-VII-1885.
- Pere Basart i Ros: 1-VII-1885 a l'1-VII-1887.
- Joan Oliver i Pugnau: 1-VII-1887 a l'1-I-1890.
- Marià Presas i Carbonell: 1-I-1890 a l'1-I-1891.
- Pere Barnés i Miret: 1-I-1891 a l'1-I-1894.
- Josep Calvet i Bas: 1-I-1894 a l'1-VII-1895.
- Josep Simón i Roselló: 1-VII-1895 al 4-V-1896.
- Jaume Reixach i Poch: 10-V-1896 a l'1-VII-1897.
- Josep Paradeda i Sagué: 1-VII-1897 al 20-III-1898.
- Josep Simón i Roselló: 20-III-1898 al 6-IV-1899.
- Josep Paradeda i Sagué: 6-IV-1899 a l'1-VII-1899.
- Narcís Sais Cruañas: 1-VII- 1899 al 7-IX-1900.
- Josep Calvet i Bas: 7-VII-1900 al 25-I-1901.
- Narcís Sais Cruañas: 25-II-1901 a l'1-IX-1902.
- Jaume Bas i Pugnau: 1-IX-1902 a l'1-I-1906.
- Tomàs Presas i Carbonell: 1-I-1906 al 18-IX-1906.
- Emili Riera i Isern: 1-XI-1906 a l'1-VII-1909.
- Joan Oliver i Riembau: 1-VII-1909 a l'1-I-1912.
- Joan Vergeli i Cruañas: 1-I-1912 a l'1-I-1914.
- Joan Bussot i Carbonell: 1-I-1914 a l'1-I-1916.
- Josep Agustí i Oliver: 1-I-1916 a l'1-I-1918.
- Narcís Ramell i Maspoch: 1-I-1918 al 3-XI-1918.
- Lluís Barnés i Masferrer: 3-XI-1918 a l'1-IV-1920.
- Josep Agustí i Oliver: 1-IV-1920 a l'1-IV-1922.
- Josep Bas i Casademont: 1-IV-1922 al 3-X-1923.
- Josep Agustí i Oliver: 3-X-1923 al 12-IV-1924.
- Joan Oliver i Riembau: 12-IV-1924 al 18-IX-1924.
- Lluís Barnés i Masferrer: 18-IX-1924 al 26-II-1930.
- Josep Bas i Casademont: 26-II-1930 al 17-IV-1931.
- Joan Cama i Dausà: 17-IV-1931 a l'1-II-1934.
- Joan Vergeli i Cruañas: 1-II-1934 al 21-X-1936.
- Joan Villa i Romeu: 21-X-1936 al 6-II-1937.
- Joan Cama i Dausà: 6-II-1937 al 23-IV-1939.
- Martí Basart i Sala: 23-IV-1939 al 7-V-1939.
- Narcís Bas i Mató: 5 al 28-VIII-1939.
- Miquel Albertí i Cama: 4-IX-1939 al 24-IX-1942.
- Narcís Bas i Mató: 25-IX-1942 al 25-I-1958.
- Pere Bas i Sabat: 2-II-1958 al 19-VI-1958.
- Joan Cargol i Pérez: 19-VI-1958 al 24-IV-1978.
- Jordi Albertí i Costa: 24-IV-1978 al 19-IV-1979.
- Ramir Pons i Cruañas: 19-IV-1979 al 30-VI-1987.
- Anicet Clara i Pijoan: 30-VI-1987 al 30-VI-1991.
- Joan Giraut i Cot: 30-VI-1991 al 17-IX-2009.
- Dolors Padilla Richard: 17-IX-2009 a l'11-IV-2011.
- Joan Giraut i Cot: 11-IV-2011 al 15-VI-2019
- Maurici Jiménez Ruiz: 15-VI-2019 al - ? -

## Llocs d'interès
- Museu de la Nina de Castell d'Aro[8]
- Vil·la romana de Pla de Palol
- La Platja de S'Agaró

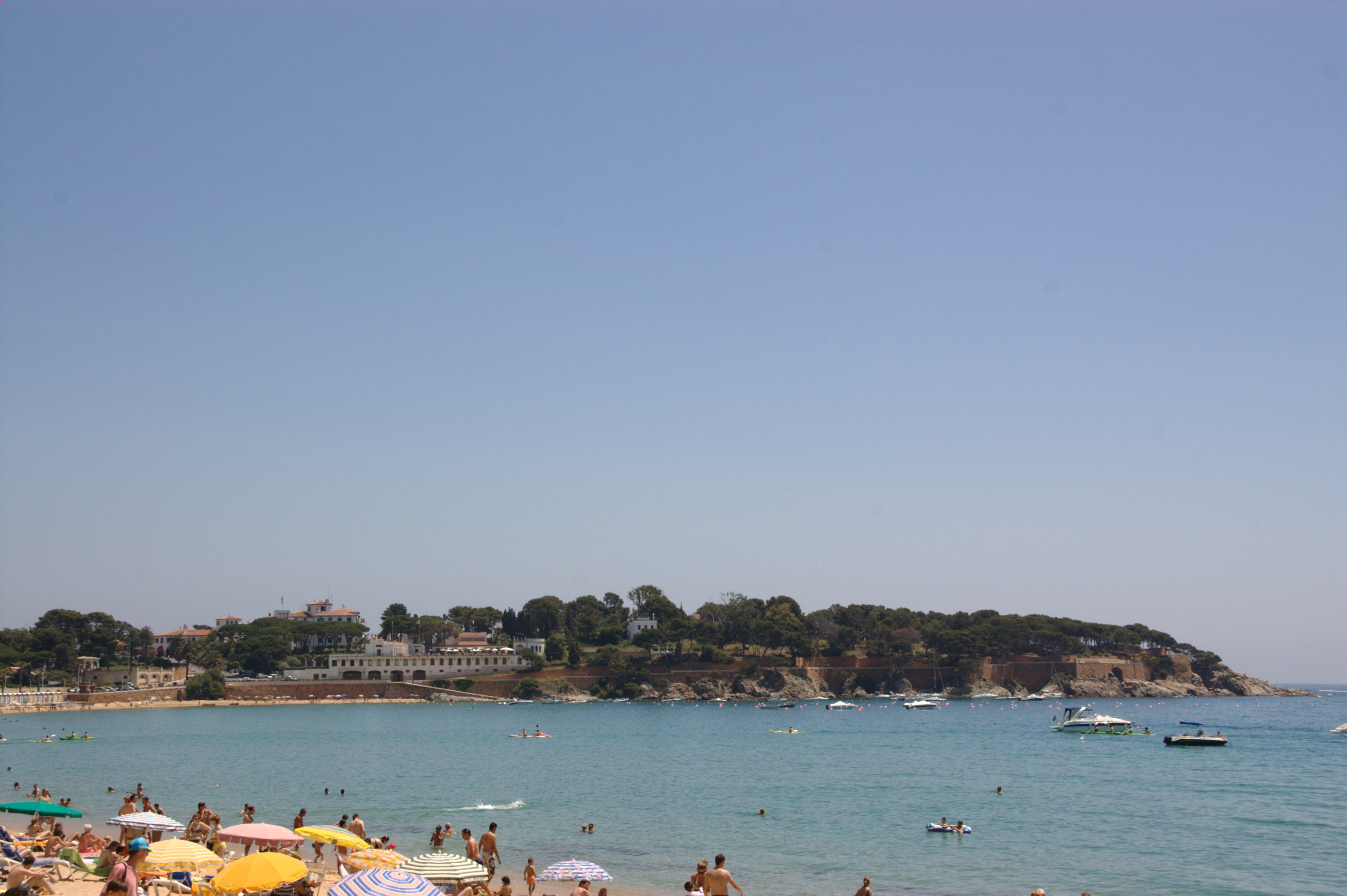
S'Agaró
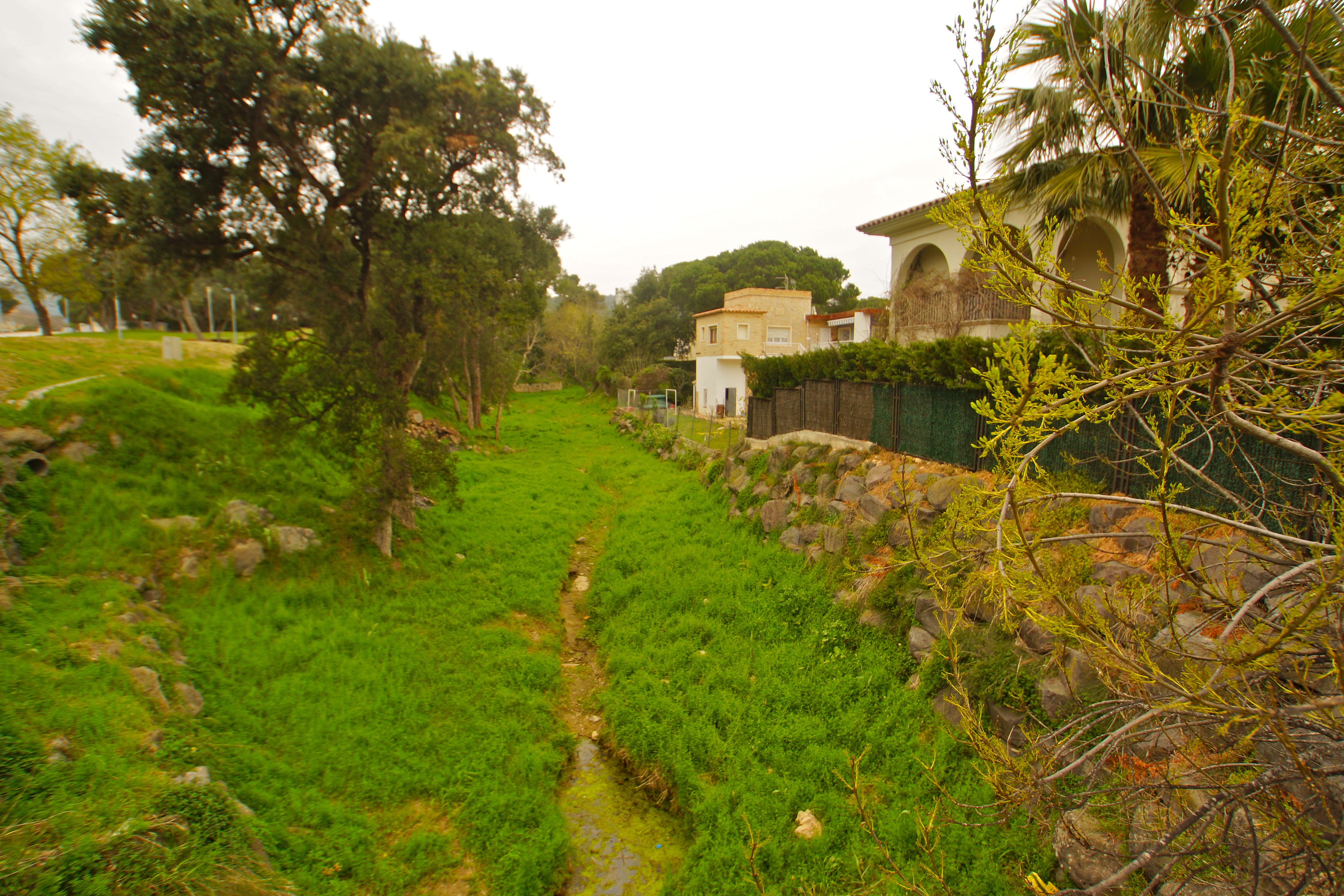
Riera de Can Carboner
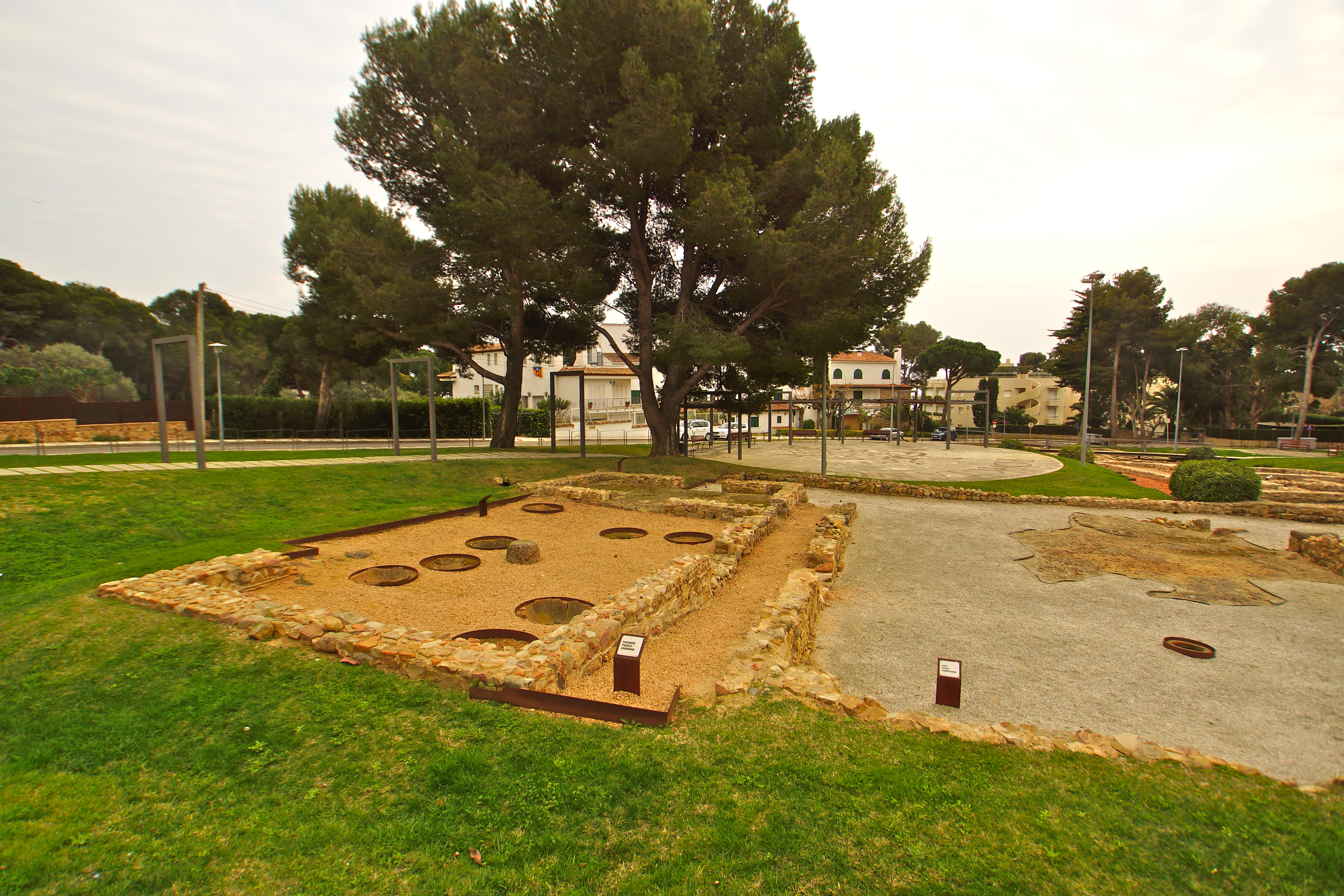
La vil·la romana de Pla de Palol

## Evolució demogràfica
| Entitat de població | Habitants (2024) |
| Platja d'Aro        | 8.977            |
| Castell d'Aro       | 2.143            |
| s'Agaró             | 1.653            |
| Font: Idescat       |                  |

| 1497 f | 1515 f | 1553 f | 1717 | 1787  | 1857  | 1877  | 1887  | 1900  | 1910  |
| ------ | ------ | ------ | ---- | ----- | ----- | ----- | ----- | ----- | ----- |
| 82     | 92     | 104    | 776  | 1.335 | 2.801 | 1.170 | 1.197 | 1.185 | 1.208 |

| 1920  | 1930  | 1940  | 1950  | 1960  | 1970  | 1981  | 1990  | 1992  | 1994  |
| ----- | ----- | ----- | ----- | ----- | ----- | ----- | ----- | ----- | ----- |
| 1.182 | 1.128 | 1.088 | 1.125 | 1.358 | 2.473 | 3.774 | 5.282 | 4.823 | 4.823 |

| 1996  | 1998  | 2000  | 2002  | 2004  | 2006  | 2008   | 2010   | 2012   | 2014   |
| ----- | ----- | ----- | ----- | ----- | ----- | ------ | ------ | ------ | ------ |
| 5.177 | 5.785 | 6.688 | 7.691 | 8.470 | 9.768 | 10.150 | 10.445 | 10.527 | 10.721 |

| 2016   | 2018   | 2020   | 2022   | 2024   | 2026 | 2028 | 2030 | 2032 | 2034 |
| ------ | ------ | ------ | ------ | ------ | ---- | ---- | ---- | ---- | ---- |
| 10.567 | 10.585 | 11.030 | 11.757 | 12.981 | -    | -    | -    | -    | -    |

## Agermanaments
- Briva la Galharda (França)